# Lacconectus
Lacconectus är ett släkte av skalbaggar. Lacconectus ingår i familjen dykare.

## Bildgalleri

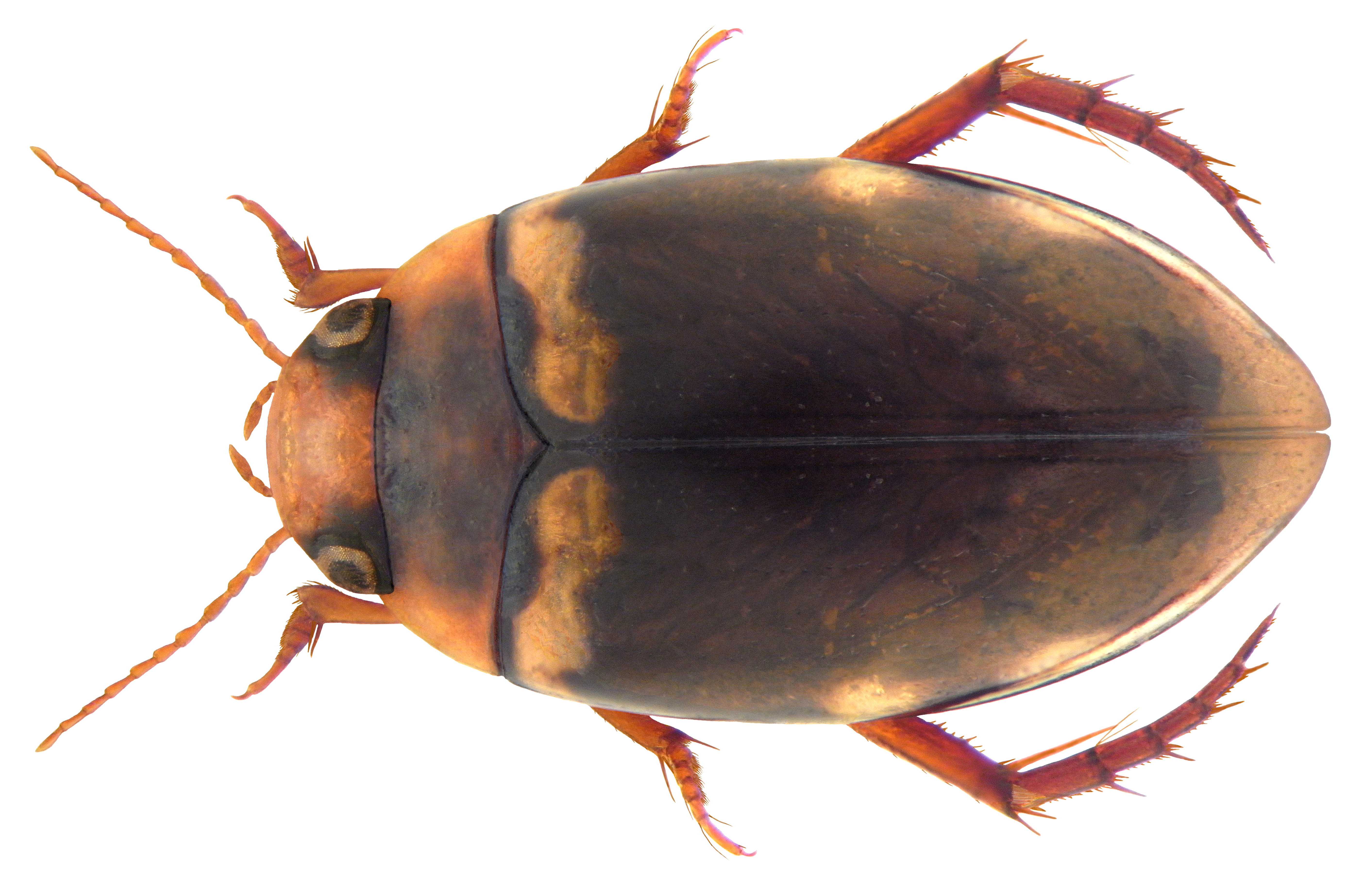

## Dottertaxa tillLacconectus, i alfabetisk ordning[1]
- Lacconectus andrewesi
- Lacconectus arunachal
- Lacconectus balkei
- Lacconectus baolocensis
- Lacconectus basalis
- Lacconectus birmanicus
- Lacconectus biswasi
- Lacconectus blandulus
- Lacconectus corayi
- Lacconectus fallaciosus
- Lacconectus formosanus
- Lacconectus freyi
- Lacconectus fulvescens
- Lacconectus geiseri
- Lacconectus gusenleitneri
- Lacconectus hainanensis
- Lacconectus heinertzi
- Lacconectus heubergeri
- Lacconectus holzschuhi
- Lacconectus jaechi
- Lacconectus javanicus
- Lacconectus kelantanensis
- Lacconectus khaosokensis
- Lacconectus klausnitzeri
- Lacconectus krikkeni
- Lacconectus kubani
- Lacconectus laccophiloides
- Lacconectus lambai
- Lacconectus loeiensis
- Lacconectus maoyangensis
- Lacconectus menglunensis
- Lacconectus merguiensis
- Lacconectus meyeri
- Lacconectus minutus
- Lacconectus muluensis
- Lacconectus munnarensis
- Lacconectus nepalensis
- Lacconectus nicolasi
- Lacconectus nigrita
- Lacconectus oceanicus
- Lacconectus ovalis
- Lacconectus pacholatkoi
- Lacconectus pederzanii
- Lacconectus peguensis
- Lacconectus ponti
- Lacconectus pseudonicolasi
- Lacconectus pseudosimilis
- Lacconectus pulcher
- Lacconectus punctatus
- Lacconectus punctipennis
- Lacconectus regimbarti
- Lacconectus ritsemae
- Lacconectus rutilans
- Lacconectus sabahensis
- Lacconectus satoi
- Lacconectus schawalleri
- Lacconectus schillhammeri
- Lacconectus schoedli
- Lacconectus schoenmanni
- Lacconectus scholzi
- Lacconectus shaverdoae
- Lacconectus sikkimensis
- Lacconectus similis
- Lacconectus simoni
- Lacconectus spangleri
- Lacconectus splendidus
- Lacconectus stastnyi
- Lacconectus strigulifer
- Lacconectus tonkinensis
- Lacconectus tonkinoides
- Lacconectus valeriae